# Бадара
Бадара (азерб. Badara) — село в Дашбулагском сельском административно-территориальном округе Ходжалинского района Азербайджана.

## География
Сёла Дашбулаг, Бадара, Ханъери, Гаябашы, Сунджинка входят в состав Дашбулагского сельского административно-территориального округа Ходжалинского района при этом село Дашбулаг является центром этого сельского административно-территориального округа.
Село расположено в 15 км к западу от районного центра — города Ходжалы, на левом берегу реки Бадара, в горной местности на высоте 880 м.

## История
В советский период на 1 января 1977 года село входило в состав Дашбулакского сельсовета Степанакертского района Нагорно-Карабахской автономной области (НКАО) Азербайджанской ССР. Указом Президиума Верховного Совета Азербайджанской ССР от 15 мая 1978 года было постановлено утвердить решение исполнительного комитета областного Совета народных депутатов Нагорно-Карабахской автономной области о переносе центра Степанакертского района из города Степанакерт (ныне Ханкенди) в рабочий посёлок Аскеран и переименовании Степанакертского района в Аскеранский район. В результате это село оказалось в составе Аскеранского района НКАО Азербайджанской ССР.
2 сентября 1991 года на совместной сессии Нагорно-Карабахского областного и Шаумяновского районного Советов народных депутатов была принята Декларация о провозглашении Нагорно-Карабахской Республики в границах Нагорно-Карабахской автономной области (НКАО) и сопредельного Шаумяновского района Азербайджанской ССР.
26 ноября 1991 года Верховный Совет Азербайджанский Республики принял Закон «Об упразднении Нагорно-Карабахской автономной области Азербайджанской Республики». В этом Законе было постановлено помимо упразднения Нагорно-Карабахской Автономной Области (НКАО), в том числе также и упразднение Аскеранского района, образование Ходжалинского района с центром в городе Ходжалы и передача территории упразднённого Аскеранского района в состав Ходжалинского района. В настоящее время село Бадара входит в состав Дашбулагского сельского административно-территориального округа Ходжалинского района Азербайджана.
В ходе Первой Карабахской войны село в феврале 1992 года попало под контроль непризнанной Нагорно-Карабахской Республики (НКР), согласно административно-территориальному делению которой входило в состав Аскеранского района НКР и продолжало называться Бадара (арм. Բադարա, азерб. Badara).
Согласно Трёхстороннему Заявлению в ночь с 9 по 10 ноября 2020 года, подписанному по итогам Второй Карабахской войны, село перешло под контроль Российских миротворческих сил.
В результате боевых действий в сентябре 2023 года Азербайджан восстановил свой контроль над селом.

## Население
По состоянию на 1 января 1933 года в селе проживало 1337 человек (298 хозяйств), все — армяне.

## Экономика
В доконфликтный период население села занималось животноводством и зерноводством. В селе были средняя школа, дом культуры, библиотека, медицинский пункт.

## Достопримечательности
Из села по горной тропинке можно подняться на расположенную в горах на высоте 1706 метров над уровнем моря крепость Качакахаберд («сорочья крепость» — арм.)

## Галерея
- Муниципалитет села
- Сельская школа
- Церковь Сурб Степанос